# 切薩皮克蘭丁 (馬里蘭州)
切薩皮克蘭丁（英語：Chesapeake Landing）是位於美國馬里蘭州肯特縣的一個普查規定居民點。

## 人口
根據2020年美國人口普查的數據，切薩皮克蘭丁的面積為2.92平方千米，當中陸地面積為2.59平方千米，而水域面積為0.33平方千米。當地共有人口472人，而人口密度為每平方千米161.64人。